# アグロ カネショウ
アグロ カネショウ株式会社は、東京都港区に本社を置く農薬会社。

## 沿革
- 1951年 - 櫛引大吉により創業。本社を東京都千代田区大手町（世界経済ビル）に置く。硫酸ニコチンを輸入販売。社名を兼商株式会社に改称。
- 1956年 - 埼玉県所沢市に工場、倉庫、研究室を新設。
- 1958年 - 本社を千代田区丸の内（丸ビル）に移転。
- 1959年 - 兼商化学工業株式会社を設立。販売特約店組織全国兼商会発足、以降毎年総会開催。園芸技術懇談会（略称園懇）を開催。
- 1960年 - 青森兼商販売株式会社を設立。以降、順次全国各地に11販売会社設立。全国的な販売網を整備。
- 1972年 - 関連会社ユニー株式会社設立（2004年清算）。
- 1975年 - 兼商株式会社所沢市に事務所を新築。
- 1983年 - 千葉県印旛郡富里町（現富里市）に試験圃場開設。新潟県上越市に直江津工場新設。
- 1984年 - 所沢市に研究棟を新築
- 1985年 - 兼商株式会社と兼商化学工業株式会社との合併により、新社名アグロ カネショウ株式会社に改称。
- 1989年 - 全国11販売会社を吸収合併。
- 1990年 - 本社を千代田区丸の内（国際ビル）に移転。
- 1994年 - 本社を港区赤坂（シャスタ・イースト）に移転。東海支店に静岡支店を統合。
- 1995年 - 所沢市に生物研究棟を新築。
- 1997年 - 近畿支店に中国支店を統合し、西日本支店に改称。
- 1999年 - ドイツ連邦共和国シュターデにヨーロッパ支店を開設。
- 2000年 - 東京証券取引所市場第二部上場。
- 2002年 - 三井物産株式会社との合弁会社セルティスジャパン株式会社設立。
- 2003年 - 北海道支店を札幌営業所に改称。子会社Kanesho Soil Treatment SPRL/BVBAをベルギーに設立。
- 2004年 - 三和化学工業株式会社を買収、子会社化。
- 2007年 - セルティスジャパン株式会社の全保有持分を三井物産株式会社に売却。
- 2010年 - 三和化学工業株式会社株式を同社代表取締役に売却[3]。
- 2011年 - 福島工場が東日本大震災で被災するも、福島第一原子力発電所事故の影響で調査遅滞[4][5]。
- 2014年 - 東京証券取引所市場第一部に指定替え。
- 2023年 - 東京証券取引所スタンダード市場へ市場変更。
- 2025年 - 1月31日に東京証券取引所スタンダード市場上場廃止。2月4日に株式売渡請求により出光興産の完全子会社となる[1]。

## 社名の由来
農薬を意味する「アグロケミカル」の「アグロ」と創業者の実家の屋号兼商（カネショウ）に由来。

## 関連会社
- Kanesho Soil Treatment SPRL/BVBA